# Piotr Starzeński
Piotr Starzeński herbu Lis (ur. 1722, zm. 27 czerwca 1797) – pułkownik regimentu wojsk koronnych, regimentarz chorągwi hetmana Jana Klemensa Branickiego, od roku 1780 – hrabia austriacki (dyplom na tytuł hrabiego otrzymał 1 grudnia 1780 roku od cesarza Józefa II); właściciel Grabownicy Starzeńskiej, Dylągowej.
Pochodził ze starego szlacheckiego rodu Starzeńskich. Jego ojcem był Krzysztof Starzeński (zm. 1737), związany ze Stanisławem Leszczyńskim, a matką – Konstancja z Bartochowskich herbu Rola, dziedziczka Żelisławia. Miał dziewięcioro rodzeństwa; był bratem: Macieja Maurycego, Józefa Nikodema, Łukasza Franciszka Michała i Melchiora. Poślubił Mariannę Rogalińską, był ojcem Ksawerego, znanego i cenionego ichtiologa.